# Lurgan
Lurgan (An Lorgain, significa "extensa estribación de tierras bajas" en irlandés) es una  ciudad del condado de Armagh, Irlanda del Norte, Reino Unido. Con una población de aproximadamente 25.000 habitantes. Lurgan está situada en el área de Craigavon Borough, al sur de Lough Neagh centro de Irlanda del Norte. La ciudad se encuentra a unos 30 kilómetros (19 millas) al suroeste de Belfast.
La ciudad cuenta con un parque y un lago arborizados, que pueden divisarse desde la Brownlow House, una de los descollos arquitectónicos de Lurgan. El parque es sede durante el verano de eventos anuales como el Lurgan Agricultural Show, una corrida de carros que está incluida en el Circuito de Irlanda.

## Historia
Los primeros nombres con que la ciudad fue conocida incluyen "Lorgain Chlann Bhreasail" (Lurgan de Clanbrassil), "Lorgain Bhaile Mhic Cana" ("extensa estribación en las tierras de los McCann" - Lurgan Bally McCann) y Lurgivallivacket ("la alta colina de los McCann"). El clan de los McCann estaba constituido por Lordes de Clanbrassil, célebres desde el siglo XVII.
Cerca de 1610, estas tierras fueron entregadas al inglés lord William Brownlow y su familia. En 1641 William Brownlow, su esposa y familia fueron hechos prisioneros y trasladados a Armagh y de allí a Dungannon, en el Condado de Tyrone. Las tierras pasaron a manos de los McCanns, y de ellos a los O'Hanlons. En 1642 Brownlow y su familia fueron liberados por las fuerzas de Lord Conway, quien operaba en el área de Dungannon. La familia desarrolló la industria del lino y se comenta que las grandes fábricas de lino fueron llevadas a la ciudad desde fines del siglo XVII.
Lurgan y las ciudades vecinas de Portadown y de Craigavon formaron lo que se dio a conocer como el "triángulo de la muerte" 

## Deportes
- Lurgan cuenta con un equipo de fútbol principal que compite en la Liga Irlandesa de Fútbol, el Glenavon F.C., otro equipo en la segunda división, el Lurgan Celtic F.C. y varios otros equipos amateurs.
- En un área de poco más de cinco millas, la ciudad cuenta con diez clubes gaélicos: el Clann Eireann GFC, Clan na Gael CLG, St Peter's GFC, St Paul's GFC, Sean Tracey's HC, Eire Og CLG (Craigavon), Wolfe Tones GFC/St Enda's Camogie Club (Derrymacash), Sarsfields GFC (Derrytrasna), St Michael's GFC (Magheralin) y St Mary's GFC (Aghagallon).
- En hurling es importante el equipo Sean Treacy's.
- La ciudad tiene además clubes de fútbol, rugby, cricket, hurling, ciclismo y hockey.
- Se encuentran en Lurgan además campos de golf de 18 hoyos, un centro de equitación para espectáculos y una pista artificial de esquí.
- Tal vez la figura deportiva más eminente de Lurgan sea Master McGrath, un galgo que fue llevado a Lurgan por la familia Brownlow y que ganó la Copa Waterloo tres veces, en 1868, 1870 y 1871. Es recordado siempre en la ciudad e incluso se erigió una estatua en su honor en el Centro Cívico de Craigavon en 1993, casi 120 años después de su último éxito en 1871. Cada año se celebra un pequeño festival en su nombre.

## Celebridades
- El capitán de la Liga Nacional de Fútbol de Irlanda del Norte Neil Lennon, quien jugara con los Celtic F.C. en Escocia, es originario de Lurgan.

- Margorie McCall es famosa en Lurgan como la mujer que vivió una vez pero fue enterrada dos veces, exactamente en el cementerio de Shankill. Cuenta la historia que, ya muerta, unos ladrones de tumbas trataron de robar un anillo que llevaba en su entierro, momento en que ésta despertó.

## Educación

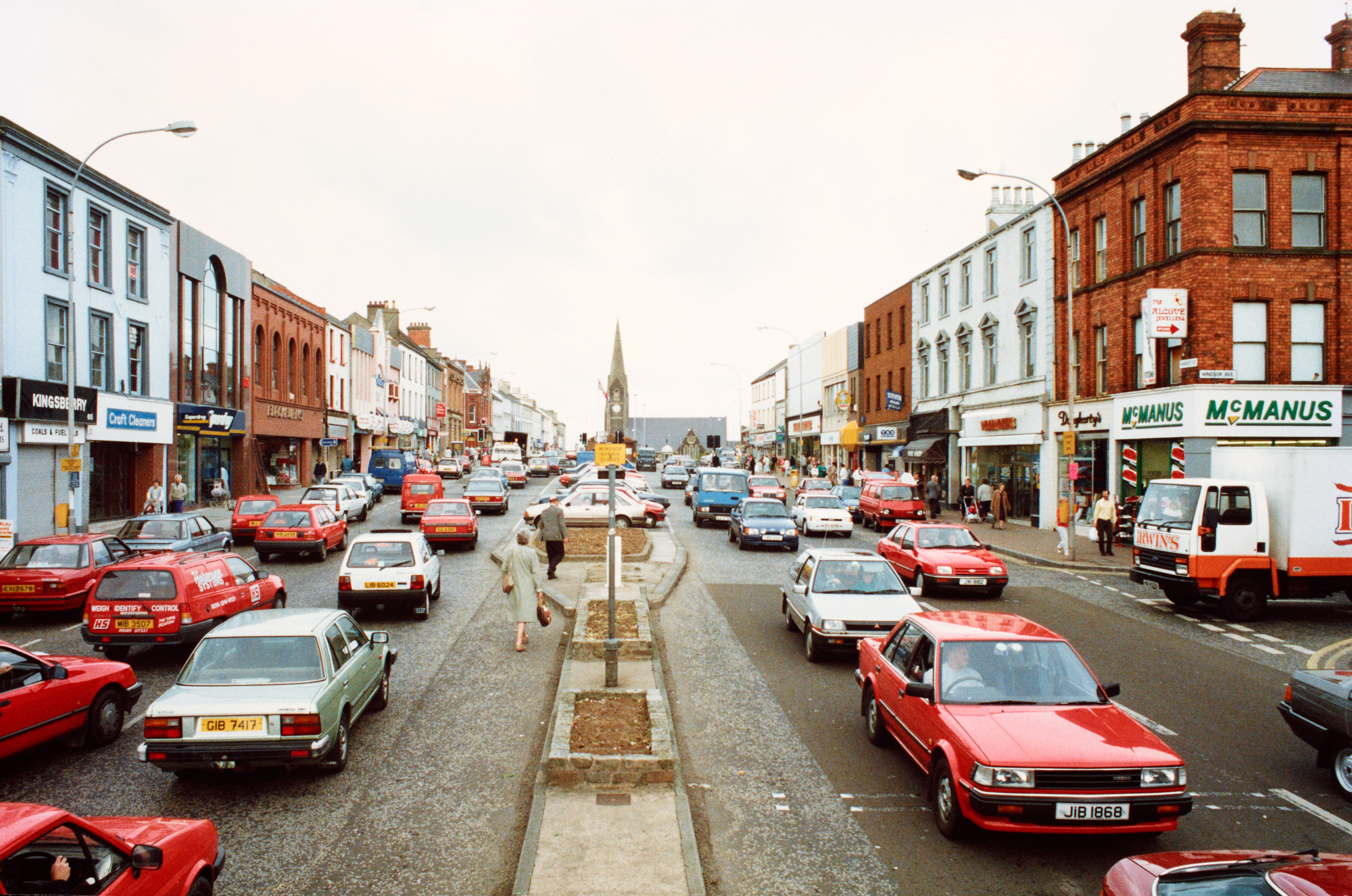
Middle Row.

- Escuela Primaria Carrick
- Escuela Primaria Dickson
- Escuela Primaria King's
- Escuela Primaria Modelo Lurgan
- Escuela Primaria St. Joseph
- Escuela Primaria St. Teresa
- Escuela Primaria Tannaghmore
- Escuela Primaria Tullygally
- Escuela de Gramática St. Michael
- Escuela Secundaria de Lurgan
- Escuela Secundaria St. Mary
- Escuela Secundaria St. Paul
- Universidad de Lurgan